# Zweitsprache
Eine Zweitsprache (L2) (zu Englisch second language acquisition auch „SLA“ oder 2LA) ist eine Sprache, die ein Mensch neben der Muttersprache (L1) (zu Englisch first language acquisition) sprechen kann. Zweitsprache ist vom Begriff der Fremdsprache (ebenfalls L2) zu trennen. Man spricht von Zweitsprache, wenn die L2 zum täglichen Gebrauch lebensnotwendig ist, weil es z. B. die Sprache des Landes ist, in dem der Sprecher lebt, oder weil ein Elternteil nur diese Sprache spricht. Ist dies nicht der Fall, bezeichnet man die L2 als Fremdsprache.
Die Notwendigkeit zum Erwerb der Zweitsprache zeigt sich besonders bei Kindern und Jugendlichen mit Migrationshintergrund, da in der Herkunftsfamilie häufig nur die Muttersprache, die Landessprache des Gastlands hingegen nicht oder nur rudimentär gesprochen wird. In manchen Kulturen, etwa in den Vereinigten Staaten, ist es die Regel, dass Migrantenkinder umgekehrt die Landessprache besser erlernen als ihre Muttersprache.
Auch in zweisprachigen Regionen, wie etwa Südtirol, ist das Erlernen der Zweitsprache ein fester Bestandteil des Schulunterrichtes.
In Deutschland zielt das am 1. Januar 2005 in Kraft getretene Zuwanderungsgesetz auf eine verbesserte Integration der Migranten. Integrationskurse sollen neben anderen Inhalten auch Kenntnisse der deutschen Sprache im Sinne einer Zweitsprache vermitteln.

## Definition einer prototypischen Zweitsprache gemäß soziolinguistischen Kriterien
Die prototypische Zweitsprache zeichnet sich dadurch aus, dass sie im Gegensatz zur Erstsprache später erlernt wurde, sowohl passiv ungesteuert, als auch aktiv teilgesteuert. Lese- und Hörverstehen sind vollständig ausgebildet, die Schreibfertigkeit ist vollständig ausgebildet, kann aber weniger stilistische Register aufweisen. Die Sprechfertigkeit weist im Verhältnis zu der von Erstsprachlern weniger stilistische Register auf. Die rezeptive Kompetenz wird von den Zweitsprachlern selber als hoch eingeschätzt, die produktive Kompetenz hingegen als defizitär. Die Zweitsprache wird für die Kommunikation eher selten verwendet, in Abhängigkeit von der Kommunikationssituation. Sie ist ausgebaut, standardisiert und bezüglich kommunikativer Reichweite weniger stark begrenzt als die Erstsprache. Ihr Prestige hängt von der Situation ab. Die Sprecher identifizieren sich in der Regel nicht mit der Zweitsprache, die für sie Funktionalität und Distanz darstellt.